# Evans (Georgia)
Evans is een plaats (census-designated place) in de Amerikaanse staat Georgia, en valt bestuurlijk gezien onder Columbia County.

## Demografie
Bij de volkstelling in 2000 werd het aantal inwoners vastgesteld op 17.727.

## Geografie
Volgens het United States Census Bureau beslaat de plaats een oppervlakte van
25,9 km², waarvan 25,7 km² land en 0,2 km² water. Evans ligt op ongeveer 124 m boven zeeniveau.

## Plaatsen in de nabije omgeving
De onderstaande figuur toont nabijgelegen plaatsen in een straal van 20 km rond Evans.

## Geboren
- Reese Hoffa (8 oktober 1977), kogelstoter